# Герб Мори (Бежа)
Ге́рб Мо́ри — офіційний символ міста Мора (Бежа), Португалія. Використовується як територіальний герб. У срібному щиті чорна вежа із золотими вікнами і брамою, що стоїть на зеленій землі. Перед брамою мертва мавританка (порт. moura), одягнена у срібло. Щит увінчує срібна мурована міська корона з п'ятьма вежами.  Під щитом біла стрічка, на якій великими літерами напис португальською: «notável vila de Moura, cidade» (видатне містечко Мора, місто).  Офіційно затверджений 18 листопада 1988 року. Створений на основі попереднього містечкового герба, ухваленого 10 вересня 1934 року. Герб ілюструє середньовічну легенду про принцесу Салукію, з якою пов'язана назва міста.

## Легенда
Герб Мори пов'язаний із середньовічною легендою про мавританську принцесу на ім'я Салукія (порт. Saluquia), колишню володарку міста. Вона була нареченою мусульманського принца Брафми з Арроншеша. Одного разу він рушив до міста коханої, але потрапив у засідку лицарів-християн під проводом братів Алваро і Педро Родрігешів. Вони убили принца, і, перевдягнувшись маврами, подалися до міста Салукії. Принцеса побачила військо братів із замкової вежі. Сприйнявши їх за ескорт свого нареченого, вона наказала відчинити браму. Коли ж брати обманом увійшовши до міста й почали січу, Салукія зрозуміла свою помилку і здогадалася про загибель коханого. У відчаї вона кинулася з замкової вежі й розбилася на смерть. Християни були настільки зворушені самогубством принцеси, що назвали захоплене місто «Terra da Moura Saluquia» (земля Салукії-Мавританки). Поступово ця назва скоротилася до «Terra da Moura» (земля Мавританка), й остаточно стала «Moura» (Мавританка).

## Галерея

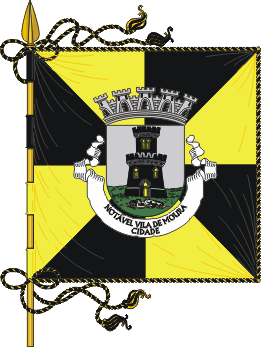
Прапор